# Mimoderus
Genre
Mimoderus est un genre de collemboles de la famille des Lepidocyrtidae.

## Liste des espèces
Selon Checklist of the Collembola of the World (version du 27 août 2019) :
- Mimoderus diusi Yoshii, 1980
- Mimoderus novaeguinae (Uchida, 1949)
- Mimoderus saikehi Yoshii, 1980
- Mimoderus serratus (Schött, 1917)

## Publication originale
- Yoshii, 1980 : Cyphoderid Collembola of Sabah. Contributions from the Biological Laboratory Kyoto University, vol. 26, no 1, p. 1-16.